# إيفا كيس
إيفا كيس (بالمجرية: Kiss Éva)‏ مواليد 10 يوليو 1987 في المجر، هي لاعبة كرة يد مجرية تلعب كحارس مرمى. مثلت منتخب المجر لكرة اليد للسيدات. حققت المركز الثالث في بطولة أوروبا لكرة اليد للسيدات 2012.

## سجل المنافسة
شاركت في البطولات التالية:
- بطولة العالم لكرة اليد للسيدات 2013
- بطولة العالم لكرة اليد للسيدات 2015
- بطولة أوروبا لكرة اليد للسيدات 2012
- بطولة أوروبا لكرة اليد للسيدات 2014

## الميداليات
| الميدالية | المسابقة                            |
| --------- | ----------------------------------- |
| برونزية   | بطولة أوروبا لكرة اليد للسيدات 2012 |

## روابط خارجية
- إيفا كيس على موقع الاتحاد الأوروبي لكرة اليد (الإنجليزية)